# 봉화 팔오헌 종택
봉화 팔오헌 종택(奉化 八吾軒 宗宅)은 대한민국 경상북도 봉화군 봉화읍 해저리에 있는 종택이다. 2003년 8월 14일 경상북도의 문화재자료 제445호로 지정되었다.

## 개요
팔오헌(八吾軒) 금성구(金聲久)의 종택으로, 口자형(字形)의 정침(正寢)과 사당으로 구성되어 있다.
사랑채는 정면 4칸 측면 2칸 반 규모의 팔작기와집인데, 좌측에는 중문칸과 아랫방을 연접시켰으며 작은 사랑방 뒤로는 통래칸과 고방을 두어 전체적으로 ㄱ字形의 평면을 이루게 하였다.
안채는 대청을 중심으로 우측에는 상방을 두고 좌측에는 안방을 두었는데, 안방의 전면에는 부엌을 연접시켰다.

## 참고 자료
- 봉화 팔오헌 종택 - 국가유산청 국가유산포털